# ميتشيل موسى
ميتشيل موسى (بالإنجليزية: Mitchell Moses)‏ هو لاعب دوري الرغبي أسترالي، ولد في 17 سبتمبر 1994 في Ryde, New South Wales ‏ في أستراليا.

## روابط خارجية
- ميتشيل موسى على موقع ItsRugby.co.uk (الإنجليزية)